# Зане Грбичић
Иван Зане Болица Грбичић био је которски племић и млетачки гувернадур (1688—1692) у Црној Гори са краја 17. и почетком 18. вијека.
Поријеклом је из старе которске породице. Након млетачког освајања Херцег-Новог у Великом бечком рату, збор црногорских главара је прихватио да дозволи стационирање млетачког гарнизона у Цетињу под Грбичићевом командом. У Црној Гори је имао само формалну власт, док је права власт била у рукама владика, са којима је био у коректним односима. Генерални провидур Алвизе Маћеницо га је поставио за интенданта Никшића, Дробњака и других херцеговачких племена. Владика Петар II Петровић Његош је споменуо Зана Грбичића у свом „Горском вијенцу”.
По Лазару Томановићу он је био предводник млетачке експедиције која је била помоћ Црној Гори против Сулејмана-паше Бушатлије, крајем 17. вијека. Грбичићи су били стара српска властеоска кућа у Котору. Зане Грбичић је у документима из Црне Горе називан кавалијером, а неки млетачки документи га приказују као гувернера Црне Горе, што је била њихова политичка амбиција. Био је једно вријеме на Цетињу као представник те помоћи. Митрополит Висарион се погодио за баштину са Бјелошима у његовом присуству као свједока, што доказује један сачувани документ. Димитрије Руварац се трудио доказати да је Црна Гора тада била под Млечанима, а Лазар Томановић га је демантовао, доказујући да је била само у сарадњи са Млетачком републиком. Патријарх Арсеније Црнојевић долази на Цетиње у јесен 1689. са намјером да иде у Боку на састанак са главним провидуром, али се изненада морао вратити у Пећ, јер је ћесар, чија је војска запосјела Пећ, хтјела именовати другога на његовом трону. Главни провидур је сматрао да патријарх и није мислио да силази у Боку да му ћесар не одузме патријархијски пријесто. При одласку са Цетиња, писао је кавалијеру Грбичићу, како је цијелу зиму мислио ту да проведе и да сиђе у приморје, гдје су га звали монаси, али му је стигло писмо од ћесарског намјесника, ако се не врати за седам дана да се и не враћа. То доказује да патријарх крајем 1689. не налази на Цетињу млетачког гувернера.
Патријарх Арсеније је у Пећ себи звао митрополита Висариона, који то саопштава Грбичићу у Котор. Висарион је хтио ићи у Пећ, али му се пријатељ Грбичић не усуђује рећи, да би због тога могао изгубити столицу.